# František Josef Battenberský
František Josef Battenberský (24. září 1861 – 31. července 1924) byl německý princ z morganatického rodu Battenbergů (vedlejší linie dynastie Hesenských).

## Život

### Mládí
Franz Joseph Karl Alexander Ludwig von Battenberg se narodil 24. září 1861 v italské Padově jako pátý a poslední potomek prince Alexandra Hesensko-Darmstadského a hraběnky Julie von Hauke. Jméno získal po svém kmotru Františku Josefovi I., císaři rakouském. V zemi svých předků, Německu však z důvodů neoblíbenosti[zdroj?] morganatického rodu Battenbergů na tamním území nevyrůstal. Později ale, stejně jako jeho starší bratři, i František Josef vystudoval vojenskou akademii v Postupimi. Dětství trávil především v Itálii, Francii a málokdy ve Vídni a Londýně.
Rod Battenbergů byl výsledkem morganatického manželství, ale i přesto byli jeho členové velice uznáváni (především díky úzkým vazbám se Spojeným královstvím - Františkův bratr Jindřich Mořic se oženil s princeznou Beatrix, dcerou královny Viktorie). Battenbergové byli velice známí pro svůj dobrý vzhled, šarm, inteligenci a co je možná nejdůležitější, pro jistou politickou neutralitu, která jim vynesla mnoho prospěchu od členů ruské carské rodiny.

### Bulharský trůn
V roce 1878 zvolila bulharská elita a evropské mocnosti pod silným vlivem Ruského impéria Františkova bratra Alexandra I. Josefa knížetem obnoveného autonomního Bulharského státu. Během srbsko-bulharské války bojoval František Josef v prvním jízdním pluku bulharské armády jako velice úspěšný generál. Po vojenském převratu v roce 1886 byli František Josef i s bratrem Alexandrem zatčeni a nuceni uprchnout ze země. Po skončení revoluce a náhlé smrti Alexandra I. byl František Josef pokládán za hlavního následníka bulharského trůnu.[zdroj?] Ten ale, na rozdíl od svých bratrů, projevoval větší zájem o akademické a vědecké vzdělání, než o vojenskou kariéru, a bulharský trůn odmítl.

### Manželství

#### Consuelo Vanderbilt
Po odmítnutí bulharské koruny se František Josef začal plně věnovat svému akademickému vzdělání. V roce 1894 se na rodinné sešlosti v Londýně setkal s Consuelo Vanderbilt, dědičkou velké americké železniční společnosti, členkou prominentní zbohatlé americké rodiny Vanderbiltů. Okouzlen požádal Consuelo o ruku. Ta jej však odmítla a z nevysvětlitelných důvodů jím později hluboce opovrhovala, i přes nesouhlas své matky.

#### Setkání s princeznou Annou

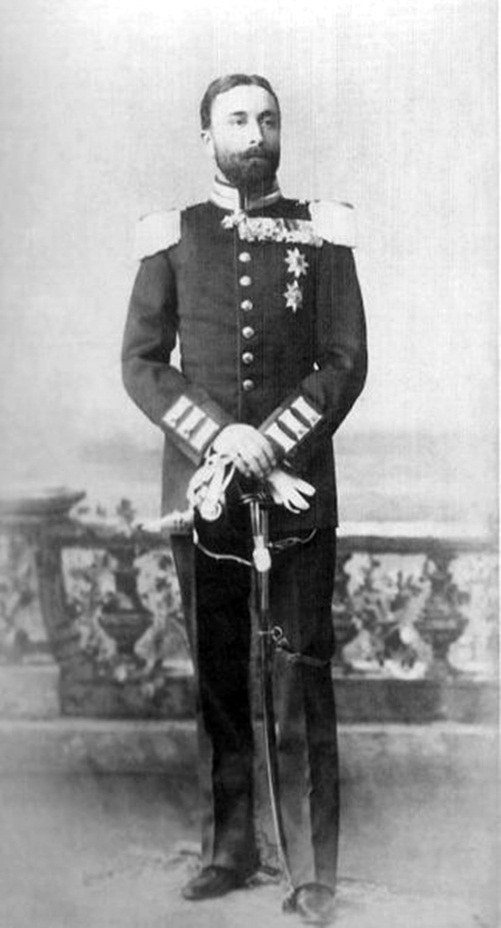
František v roce 1910

O dva roky později, v listopadu 1896 se František Josef během pobytu ve Francii u svého bratra Ludvíka Alexandra setkal s Annou Marií Antonií Petrović-Njegoš, princeznou černohorskou, dcerou knížete a později krále Černé Hory, Nikoly I. Petroviće-Njegoše. Anna jím byla údajně velmi okouzlena; František Josef také podlehl půvabu, šarmu a inteligenci slovanské princezny. Během podzimního odpoledne si malá skupinka, tvořená britskou královnou Viktorií Hannoverskou, kněžnou Alicí Battenberskou, princeznou Annou a Františkem Josefem a hrstkou dalších členů královských rodin vyrazila na projížďku do La Turbie, aby zhlédli tamější cameru obscuru. Jenže zatím co šli všichni do kabiny camery obscury, Anna s Františkem se nenápadně vytratili a již pár týdnů poté Františkův bratr Ludvík veřejnosti oznámil zasnoubení princezny Anny a Františka. Touto správou byla velmi potěšena královna Viktorie, členové ruské carské rodiny, ale především Annini rodiče.

#### Obřad
Anna a František Josef dostali požehnání nejen Anniných rodičů, ale také od královny Viktorie a ruského cara Mikuláše II. a carevny Alexandry Fjodorovny. 18. května 1897 za přítomnosti celé černohorské královské rodiny a také mnohých významných zahraničních hostů se František Josef v Cetinje s princeznou Annou oženil. Tato svatba byla velkou slavnostní událostí, srovnatelnou se svatbou Annina nejstaršího bratra, černohorského korunního prince Danila Alexandra s vévodkyní Juttou Meklenbursko-Střelickou. Svatební obřady Anny a Františka byly dva, jeden pravoslavný a druhý protestantský. Jako symbol lásky ke své nové ženě přijal František Josef jméno Miomir, přestože nekonvertoval k pravoslavnému vyznání. Princezna Anna jej však do konce života neoslovoval jinak než jménem Franc.[zdroj?]
Františkova žena Anna dostala od ruského cara věno jeden milion rublů, část peněz si s Františkem Josefem nechali, část Anna darovala své rodině a většina šla na stavbu jejich soukromých rezidencí na jihu Černé Hory a ve Švýcarsku.
Přestože se Anně s Františkem Josefem nikdy nepodařilo zplodit děti, jejich život byl naplněn láskou a spokojeností.[zdroj?]

### Pozdější život
Necelý půlrok po svatbě byl František Josef jmenován generálním guvernérem na politicky neklidném řecko-tureckém ostrově Kréta, odkud se vrátil až v zimě. Toto odloučení bylo pro novomanžely velmi skličující.[zdroj?] Po Františkově návratu žili novomanželé ve své nové vile v malé horské vesničce Mala Gorana na jihu Černé Hory, nedaleko města Ulcinj, kde žili krásným idylickým životem a rádi přijímali společnost tamějších venkovanů.[zdroj?]
Před první světovou válkou se manželé přestěhovali do německého Darmstadtu, kde pobývali v zámečku Prinz Emils Garten. Avšak po začátku války jim Františkův strýc Ernest Ludvík doporučil zůstat v průběhu války mimo Německo. Anna s Františkem odešli tedy do Itálie na dvůr Anniny sestry princezny Eleny Alexandry, která jako manželka Viktora Emanuela III. byla italskou královnou. Avšak po vstoupení Itálie do války se manželé ocitli v trvalém exilu a usídlili se ve svém dvoupatrovém bytě ve Švýcarsku, kde František Josef pokračoval ve svém akademickém vzdělání a jistou dobu také působil jako přednášející profesor na soukromé vysoké škole. Po té spoustě cest po Evropě po odchodu z Černé Hory a po nákladných vyřizováních dokladů v exilu se Anna s Františkem Josefem ocitli ve značné finanční nejistotě. Avšak záchranou pro ně byl Annin umělecký talent.

### Smrt
Princ František Josef Battenberský zemřel 31. července 1924 v Territet nedaleko Montreux ve Švýcarsku. I když se s ním nikdy nesetkala, jeho neteř Edwina Mountbatten mu opakovaně během svého života posílala finanční příspěvky. Tak to pokračovalo i po Františkově smrti, kdy Edwina posílala peníze i jeho vdově Anně, a to až do Edwininy smrti v roce 1960.
František Josef byl pohřben na hřbitově v Montreux. V roce 2011 byly jeho ostatky převezeny na královské pohřebiště v Cetinje, kde odpočívá v bílé mramorové hrobce po boku princezny Anny.

## Vyznamenání
- Královský vítězný válečný řád

Řád Petrovićů-Njegošů
Řád knížete Danila I.
Bathský řád
Řád železné koruny
Řád italské koruny
Řád svatého Jiří
Řád Františka Josefa